# RTL-Spendenmarathon

Logo

Der RTL-Spendenmarathon ist eine seit 1996 jährlich stattfindende Spendenaktion des privaten Fernsehsenders RTL.

## Geschichte und Beschreibung

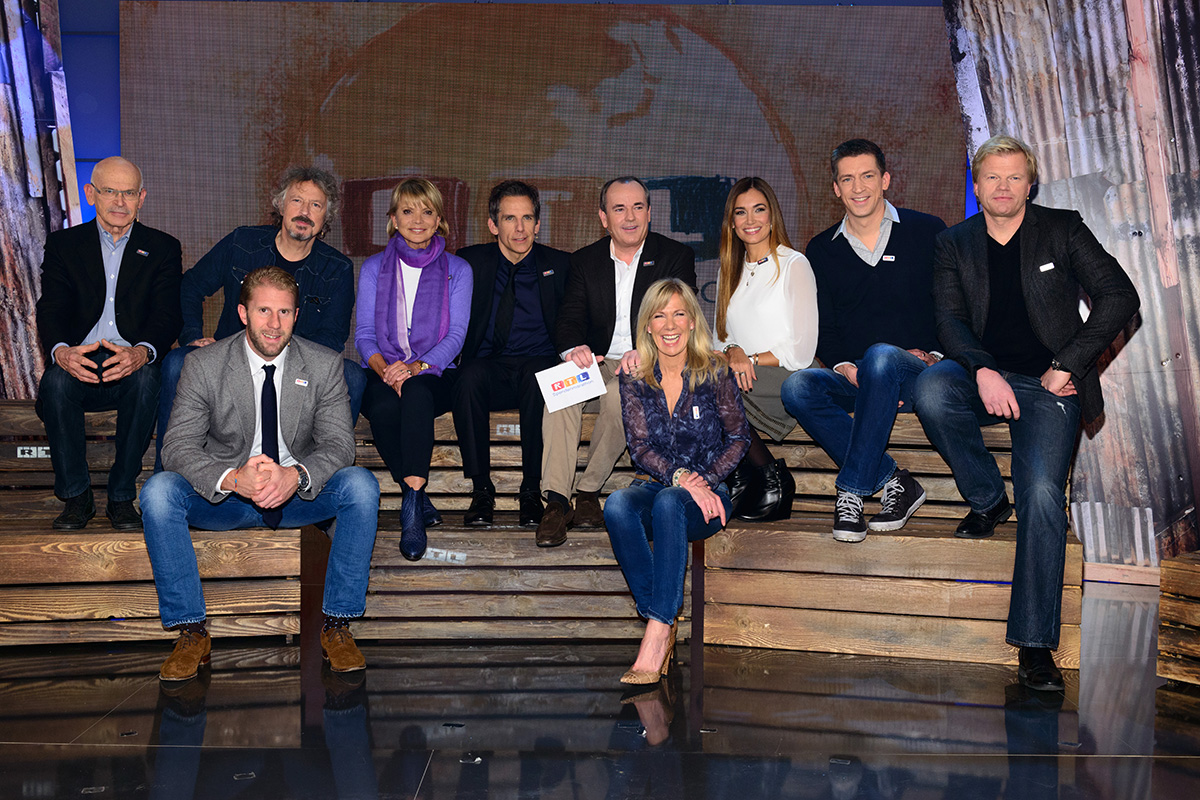
Gruppenbild, 2014

Der RTL-Spendenmarathon wird seit dem 26. November 1996 jährlich veranstaltet. Es handelt sich um die längste Benefiz-Sendung im deutschen Fernsehen, mit einer Dauer von mehr als 24 Stunden. Im 20. Jubiläumsjahr 2015 wurde der Spendenmarathon erstmals über einen Zeitraum von mehr als 30 Stunden veranstaltet. Die Sendung wird seit ihrem Start von Wolfram Kons moderiert, der zugleich Charity Gesamtleiter von RTL ist. In den vergangenen Jahren wurde durch die Spendenshow und weitere Aktionen eine Gesamtsumme von mehr als 286 Mio. Euro gesammelt (Stand: November 2023). Sämtliche Erlöse fließen in die gemeinnützige Stiftung „Stiftung RTL – Wir helfen Kindern e. V.“. Für die Zeit des RTL-Spendenmarathon stellt RTL für einen Tag sein komplettes Programm um. Rund um die Uhr wird einmal pro Stunde in das Spendenstudio geschaltet, damit die ausgewählten Kinderhilfsprojekte, für die gesammelt wird, vorgestellt werden können. Außerdem begrüßt Wolfram Kons live im Studio prominente, ehrenamtlichen Projektpaten und der Zwischenstand der Spendenaktion wird präsentiert.
Die gesamte Sendung wird aus einem Sonderstudio mit angeschlossenem Callcenter übertragen, in welchem die Spender anrufen, und auch sich an den gleichzeitig ablaufenden Auktionen beteiligen können. Zur Unterstützung dieser Auktionen werden jährlich Prominente eingeladen, welche selbst persönliche Gegenstände übergeben, damit diese versteigert werden können. Die Erlöse der Versteigerungen gehen ebenfalls in die Stiftung. Seit 2016 werden die Auktionen über die Charity-Auktionsplattform United Charity abgewickelt.
Seit dem Jahr 2000 wird, innerhalb der Dauer des Spendenmarathons, auch eine Sondersendung Wer wird Millionär? – Prominentenspecial ausgestrahlt, in welcher dann ausschließlich Prominente spielen und ihre Gewinne der Stiftung „RTL – Wir helfen Kindern“ spenden.
Anlässlich des 25-jährigen Jubiläums wurde 2020 auf RTL+ ein Podcast mit den Moderatoren Wolfram Kons und Vanessa Civiello veröffentlicht.

## Partner und Sponsoren
Der RTL-Spendenmarathon wird durch Sponsoren wie Ford (2002–2007), Volkswagen (2008–2015), Vodafone (stellt seit 2006 das Callcenter und wickelt die Hotline ab), Netto Marken-Discount (stellt seit 2014 die bedruckte Kindermotiv-Einkaufstasche), Bofrost (mit dem Verkauf des Familienkalenders), Sparda-Bank West, Lions Club und vielen anderen unterstützt.

## Spendensummen
| Jahr        | Spenden        | Spenden        |
| ----------- | -------------- | -------------- |
| Jahr        | DM             | Euro           |
| 1996        | 04.829.929,00  | 02.469.503,48  |
| 1997        | 05.004.855,00  | 02.558.941,73  |
| 1998        | 06.398.916,00  | 03.271.713,80  |
| 1999        | 06.560.000,00  | 03.354.074,74  |
| 2000        | 08.475.827,00  | 04.333.621,53  |
| 2001        | 10.752.487,00  | 05.497.659,31  |
| 2002        |                | 05.706.867,00  |
| 2003        |                | 04.538.879,00  |
| 2004        |                | 04.206.071,00  |
| 2005        |                | 04.597.049,00  |
| 2006        |                | 05.154.760,00  |
| 2007        |                | 05.484.957,00  |
| 2008        |                | 07.140.000,00  |
| 2009        |                | 07.300.000,00  |
| 2010        |                | 07.941.389,00  |
| 2011        |                | 08.501.738,00  |
| 2012        |                | 08.827.419,00  |
| 2013        |                | 07.826.339,00  |
| 2014        |                | 07.674.556,00  |
| 2015        |                | 10.068.215,00  |
| 2016        |                | 07.828.397,00  |
| 2017        |                | 09.188.527,00  |
| 2018        |                | 08.604.481,00  |
| 2019        |                | 10.868.729,00  |
| 2020        |                | 15.751.339,00  |
| 2021        |                | 22.448.676,00  |
| 2022        |                | 41.107.923,00  |
| 2023        |                | 20.133.760,00  |
| 2024        |                | 16.619.389,00  |
| Gesamt in € | 269.004.974,59 | 269.004.974,59 |

Im Gesamten wurden mehr als 286 Mio. Euro seit dem Beginn des Spendenmarathons 1996 gesammelt (Stand: November 2023). Die abweichende Summe kommt durch Spenden außerhalb der jährlichen Spendenshow zusammen.

## Prominente Projektpaten
Um die jeweiligen Stiftungsprojekte zu begleiten, stellen sich jährlich Prominente aus Kultur und der Politik als Paten zur Verfügung. In den vergangenen Jahren waren dies unter anderem:
- 1996: Hans-Dietrich Genscher, Michael Schumacher, Pelé, Howard Carpendale, Plácido Domingo und Ute-Henriette Ohoven.[7]
- 1997: Alexander Kwaśniewski, Ute-Henriette Ohoven, Uschi Glas, Henry Maske, Hans Meiser und Peter Scholl-Latour.[8]
- 1998: Ute-Henriette Ohoven, Rosi Mittermaier, Danièle Thoma, Christiane Herzog, Geert Müller-Gerbes und Oliver Bierhoff.[9]
- 1999: Birgit Schrowange, Danièle Thoma, Katja Burkard, Hans Meiser, Barbara Eligmann und Henry Maske.[10]
- 2000: Dieter Thoma, Stefan Effenberg, Gaby Köster, Steffi Graf, Henry Maske und Norbert Blüm.[11]
- 2001: Sven Ottke, Barbara Becker, Katarina Witt, Nena, Christina Rau und Peter Kloeppel.[12]
- 2002: Katja Burkard, Sasha, Silvia von Schweden, Hannes Jaenicke, Bernd Stelter, Ulrike von der Groeben und Maria Furtwängler.[13]
- 2003: Markus Lanz, Liz Mohn, Cosma Shiva Hagen, Dieter Bohlen, Nadja Auermann und Antonia Rados.[14]
- 2004: Nazan Eckes, Yvonne Catterfeld, Katja Burkard, Vitali Klitschko, Wladimir Klitschko, Susanne Kronzucker und Reinhold Messner.[15]
- 2005: Steffi Graf, Pierre Brice, Eva Luise Köhler, Jürgen Klinsmann und Frauke Ludowig.[16]
- 2006: Nazan Eckes, Hannelore Elsner, Maria Furtwängler, Henry Maske, Katia Saalfrank und Shakira.[17]
- 2007: Peter Kloeppel, Anke Engelke, Hannes Jaenicke, Jörg Knör, Eva Padberg und Boris Becker.[18]
- 2008: Annie Lennox, Franziska van Almsick, Birgit Schrowange, Madeleine von Schweden, Ilka Eßmüller und Inka Bause.[19]
- 2009: Philipp Lahm, Christian Rach, Susan Sideropoulos, Ricky Martin, Miriam Pielhau und Vera Int-Veen.[20]
- 2010: Nico Rosberg, Sylvie van der Vaart, Bettina Zimmermann, Eckart von Hirschhausen, Xavier Naidoo, Katja Burkard und Atze Schröder.[21]
- 2011: Bettina Wulff, Michael Mittermeier, Jana Ina Zarrella, Andrea Berg, Janine Steeger, Lukas Podolski, Alfred Biolek und Sandra Thier.[22]
- 2012: Shakira, Christine Neubauer, Magdalena Brzeska, Bülent Ceylan, Manuel Neuer, Mario Barth, Matthias Sammer und Annett Möller.[23]
- 2013: Til Schweiger, Guido Maria Kretschmer, Steffen Hallaschka, Judith und Axel Milberg, Rosi Mittermaier, Borussia Mönchengladbach, Barbara Wussow und Daniela Schadt.[24]
- 2014: Thomas Müller, Günter Wallraff, Uschi Glas, Motsi Mabuse, Christopher Posch, Wolfgang Niedecken, Ulrike von der Groeben, Borussia Mönchengladbach, Oliver Kahn und Ben Stiller.[25]
- 2015: Papst Franziskus, Til Schweiger, Mario Götze, Joachim Löw, Malala Yousafzai, Alexander Klaws, Maxi Biewer, Lena Gercke.[26]
- 2016: Annette Frier, Sarah Connor, Elena Bruhn, Auma Obama, Dieter Nuhr, Silvia von Schweden, Lars Riedel, Jutta Speidel.[27]
- 2017: Mirja Boes, The BossHoss, Jorge González, Mats Hummels, Senta Berger, Laura Wontorra, Toni Kroos.[28]
- 2018: Julian Draxler, Peter Kloeppel, Wincent Weiss, Ann-Kathrin Kramer, Harald Krassnitzer, Jasmin Wagner, Valentina und Cheyenne Pahde.[29]
- 2019: Franziska Knuppe, Victoria Swarovski, Beatrice Egli, Heino, Matthias Steiner, Elke Büdenbender und Birgit Schrowange.[29]
- 2020: Ross Antony, Ilka Bessin, Erdoğan Atalay, Barbara Schöneberger, Inka Bause, Ehrlich Brothers, Daniela Katzenberger und Lucas Cordalis.[29]
- 2021: Sarah Engels, Dagmar Wöhrl, Wotan Wilke Möhring, Max Giesinger, Maik Meuser, Jan Hofer, Ursula Karven.[29]
- 2022: Madeleine von Schweden, Thomas Sabo, Culcha Candela, Janin Ullmann, Guido Maria Kretschmer, Claudia Michelsen, Michaela May, Rea Garvey und Wladimir Klitschko.[29]
- 2023: Felix Neureuther, Pietro Lombardi, Laura Maria Rypa, Monica Lierhaus, Annika Lau, Nico Santos, Wayne Carpendale, Anna Ermakova, Philipp Lahm, Dirk Steffens, Riccardo Simonetti und Isabel Edvardsson.[29]
- 2024: DJ Bobo, Alexander Zverev, Jens Hajek, Laura Wontorra,  Dieter Nuhr, Roberta Bieling, Christopher Wittich, Wolfgang Bahro, Dennis Schröder, Esther Schweins, Chryssanthi Kavazi, Tom Beck und Motsi Mabuse.[29][30]

## Auswahl bisheriger Projekte
1996
- Werkstätten für 130 Opfer von Tschernobyl in Minsk
- Prothesen für Sarajewos Minen-Kinder
- Wohnheim für 40 Straßenkinder in Rio de Janeiro
- Hilfe für Straßenmädchen in Kapstadt
- Straßenkinder lernen fürs Leben Puebla
- Förderung von behinderten Kindern durch Spielmittel in Berlin

1997
- Ausbau einer Blindenschule in Saigon
- Arzt, Ausrüstung und Therapie für ausgestoßene Waisen im Kinderheim von Dzourkovo in Bulgarien
- Totalumbau eines alten Krankenhauses in eine Förderschule für den Oberlinverein in Potsdam
- Mehrzweckhalle für die Christophorus-Schule von Erfurt
- Hilfe zur Selbsthilfe für Straßenkinder in Äthiopien

1998
- Hilfe für Straßenkinder im Armenviertel der Stadt Recife in Brasilien
- Unterstützung zum Bau einer Mukoviszidose-Tagesklinik in Berlin
- Unterstützung eines Programms der Uniklinik Debrecen gegen Säuglingssterblichkeit
- Unterstützung des Sagarmatha Eye Hospital in Lahan
- Unterstützung der Renovierung und Ausstattung einer Abendschule sowie die Einrichtung von vier Handwerksstätten in Dhaka

1999
- Neue Luftbrücke für herzkranke Kinder in Berlin
- Wiederaufbau der Schule in Gölcük
- Wiederaufbau der Schule in Glogovac
- Förderung für das Kinderhospiz Olpe

2000
- Resozialisierungszentrum für straffällige Jugendliche in Florencio Varela
- Jugendtreff in der Kölner Stadtrand-Siedlung Am Donewald
- Ausbildungszentrum für 100 Straßenkinder in Villupuram
- Neue Turnhalle für eine Dessauer Behindertenschule
- Beutreuungsangebote für traumatisierte Kinder des Kosovokrieges

2001
- Ausbildungszentrum für ehemalige Kindersklaven in Poipet
- Pflegefamilien für aidskranke Heimkinder in Rumänien
- Neubau einer behindertengerechte Reithalle für das St. Lukas-Heim in Papenburg
- Elternhaus für die Klinik für Kinder und Jugendmedizin Cottbus
- 60 Häuser für Aidswaisen im Distrikt Luweero in Uganda
- Kinderdorf für 2000 AIDS-Waisen in der Nähe von Johannesburg in Südafrika

2002
- Reha-Zentrum für behinderte Kinder in den Slums von Kalkutta
- Verbesserte Versorgung in der Kinderklinik Jena
- Behindertengerechter Neubau für die Lemgoer Topehlen-Schule in Lemgo
- OP- und Patientensaal gegen Grauen Star in Simbabwe
- Auffangzentrum für Straßenkinde in St. Petersburg
- Neue Kinderkrippe für Friedrichstadt

2003
- Wiedereinrichtung einer Kinderklinik in Bagdad
- Neues Heim für Straßen- und Waisenkinder in der Ukraine
- Bau eines Kindergartens und einer Schule in Gambia

2004
- Bau von „Transit-Homes“ für verschleppte Mädchen in Nepal
- Heim für missbrauchte und vernachlässigte Kinder in Pinswang
- Einrichtung eines neuen Heimes für Straßenkinder in Rumänien
- Psychologische Betreuung von traumatisierten Kindern in Beslan
- Ausbildungszentrum für Waisenkinder in Ruanda
- Centrum für Essstörungen an der Berliner Charité

2005
- Aufzüge für die Rollstuhlfahrer in der Stephanus-Schule in Berlin-Weißensee
- Zentrum für Wachstumsfragen in Bremen
- Kinderkrankenhaus auf Sri Lanka

2006
- Grundschule für 200 Kinder in Kolumbien
- Tageszentrum für gefährdete Kinder in Klaipėda
- Freizeit- und Erholungsanlage für bedürftige Kinder in Brandenburg am Beetzsee
- Ausbildungszentrum für Slumkinder in Cebu
- Schule für suchtgefährdete Kinder in Berlin-Pankow
- Bau einer Grundschule in Malawi

2007
- Renovierung eines Kinderheimes in Senaki
- Unterstützung des Vereins Nestwärme e. V.
- Häuser für tibetische Flüchtlingskinder
- Renovierung des Gesundheitszentrums von Lituhi
- Internat für leprakranke Mädchen in der Nähe von Kolkata

2008
- Bau einer Gesundheitsstation in Mosambik
- Ausbau einer Anlaufstelle für misshandelte und vernachlässigte Kinder in Kapstadt
- Zentrum für Aids und Tuberkulose betroffene Kinder in dem Kapstadter Vorort Vrygrond
- RTL-Kinderhäuser in Braunschweig, Wolfsburg, Gifhorn und Salzgitter
- Caritas-Einrichtungen für sozial benachteiligte Kinder in Berlin, Leipzig, Stuttgart, München und Köln

2009
- Projekte zur Gewaltprävention an Schulen
- Bau einer Schule für notleidende Kinder in Na Nai
- RTL-Kinderhaus Arche in Berlin-Friedrichshain
- Unterstützung von neun Einrichtungen der Kinderhilfsorganisation Children for a better World
- Sommercamp für benachteiligte Kinder in Deutschland

2010
- Wiederaufbau eines zerstörten Waisenheimes auf Haiti
- Bau einer Grundschule in Burundi
- Bau einer Kinderkrankenstation in Ghana
- Förderung der bestehenden RTL-Kinderhäuser in der Region Wolfsburg-Braunschweig
- Einrichtung eines RTL-Kinderhauses in Mannheim
- Bau eines RTL-Kinderhauses in Nürnberg
- Projekt: Mehr Klinikclowns für kranke Kinder in deutschen Kliniken
- Begegnungshof für behinderte Kinder in der Region Bergstraße

2011
- Hilfsprogramm gegen Kinderarbeit in acht Minen der Region Centre-Nord
- Aufbau von vier Jugendzentren und 40 Jugendclubs in Kenia, Tansania, Uganda und Äthiopien
- Einrichtung eines RTL-Kinderhauses in Warschau
- Bau eines Zentrums für schwerstbehinderte Kinder in Krefeld
- Errichtung eines Schutzzentrums für misshandelte und missbrauchte Mädchen in Kenia
- Bau von Häusern für AIDS-Waisen in Kapstadt

2012
- Unterstützung der Kampagnefit-4-future
- Bau eines RTL-Kinderhauses in Gelsenkirchen
- Bau einer Schule für Flüchtlingskinder in der kolumbianischen Hafenstadt Cartagena
- Bau einer Augenklinik in Togo
- Bau einer Schule für sehbehinderte Kinder in Chile

2013
- Augen-Ambulanz für Bulawayo
- Ausbau eines Kinderheimes in Lesotho
- Projekt: 3 x 1 macht stark!
- Projekt: futOUR Sommercamps

2014
- Verbesserung der Betreuungssituation von autistischen Kindern in Nürnberg
- Bau des Kinderhospizes Burgholz
- Projekt: brotZeit
- Bau eines Zentrums für seh- und mehrfachbehinderte Kinder in Sambia

2015
- Hilfe für traumatisierte Flüchtlingskinder
- Bau einer Sekundarschule für Mädchen in der Bekaa-Ebene im Osten des Libanon
- Verbesserung der gesundheitlichen und schulischen Versorgung von sehbehinderten Kindern in der Republik Elfenbeinküste
- Unterstützung des Förderprogramms MITsprache

2016
- Bau von drei Ausbildungszentren für Eltern in La Paz und El Alto
- Renovierung und Ausbau des Hopital Ophthalmologique St. André de Tinré in Benin
- Bau einer Bildungsstätte in Kenia
- Bau eines Hauses mit 48 Wohnungen für sozial schwache Familien

2017
- Bau eines RTL-Kinderhauses in Gröpelingen
- Verbesserung der medizinischen Versorgung für schwerkranke Kinder im Orotta-Hospital in Asmara
- Renovierung und Ausbau der Nankhali Primary School in Malawi
- Bau einer Kinder-Augenklinik in Sierra Leone

2018
- Ausbau der Augenklinik in Kumba
- Bau eines neuen Therapiezentrums für Kinder mit Behinderung in Peru
- Umbau des Kinder- und Jugendhospiz Mitteldeutschland in Tambach-Dietharz
- Finanzierung einer zentralen Anlaufstelle in Hamburg für Missbrauch-Opfer
- Ausbau des Rehabilitationszentrums Ederhof
- Bau von Elli’s Eyeland, einer ersten Anlaufstelle für Kinder-Augenkrebs in Meerbusch

2019
- Unterstützung für Schmetterlingskinder
- Unterstützung des Projektes Mädchen stärken
- Bau einer Kinderaugenabteilung im Bugando Medical Center in Mwanza
- Unterstützung zum Bau von Lernzentren in Dhaka
- Ausbau des Einsatz des Mother and Child-Modules von I.S.A.R. Germany
- Förderung eines Schulausbaus im südafrikanischen Township Capricorn nahe Kapstadt

2020
- Ausbau des Online-Beratungsangebots des Vereins Paulinchen – Initiative für brandverletzte Kinder e. V.
- Bau der Anlaufstelle BUTZE für obdachlose Jugendliche in Berlin
- Bau eines neuen Girls Shelter in Dehradun
- Bau eines RTL-Kinderhauses in Rostock
- Ausweitung des DKJS-Projektes Mädchen stärken
- Ausbau der Kinderpalliativstation in Datteln

2021
- Förderung einer mobilen Intensiv-Transport-Einheit für die Universitätsklinik für Kinder- und Jugendmedizin Tübingen
- Ausbau des Therapieangebots im Ankerland Trauma-Therapiezentrum in Hamburg
- Förderung des Angebots der Kinder- und Jugendhospiz Mitteldeutschland in Tambach-Dietharz
- Finanzierung von Kindergarten- und Schulgebühren von 200 Corona-Waisen in Juja
- Finanzierung der Solar- und Abwasseranlagen für die Waisenhäuser St. Mary´s Children Home und St. Monica´s Children Home in Juja
- Unterstützung des skate-aid-Projektes
- Unterstützung für den Bau eines Bewegungszentrums für die Kinder-Krebsstation des Universitätsklinikums Regensburg
- Bau einer Kinderaugenklinik in Tororo
- Bau einer Vorschule auf dem Gelände der iThemba-Schule im Township Capricorn in Kapstadt
- Verbesserung der Wasserversorgung und der Bildungssituation Region Tharparkars

2022
- Bau von zwölf Tageszentren in der Ukraine zur psychologischen, sozialpädagogischen, finanziellen und pädagogischen Unterstützung von 5.400 Kriegs-Waisenkindern
- Bau eines ersten UNHIDE SAFE SPACE in Luzk
- Unterstützung der Welthungerhilfe
- Einsetzung von Intensiv-Lerncoaches an 6 Grundschulen in Deutschland
- Förderung zur Erstellung von Aufklärungsvideos und Experteninformationen für kinderärztliche Praxen, therapeutisches und medizinisches Personal zum Thema Schlaganfall
- Verbesserung der hygienischen Situation an 70 Schulen in Nepal
- Unterstützung des Bildungsprojekts von Project Wings zum Thema Umweltbildung
- Unterstützung des Projektes „Gesundes Essen für alle“ der RDJ Rummelsberger Dienste für junge Menschen gemeinnützige GmbH
- Bau des Childhood-Hauses in Frankfurt am Main sowie die Finanzierung von drei weitere Anlaufstellen in Deutschland

2023
- Unterstützung des Projektes  „Naturhelden – Kids für Null Müll in den Bergen und der Natur!“
- Unterstützung  zur Beibehaltung des Therapieangebots für Frühchen und ihrer Eltern an der Universitätsklinikum Köln
- Kauf eines Tierhofs in Ohrensen, um damit den Fortbestand des Hofes und des therapeutischen Angebots zu sichern
- Ausbau von Projekten und Hilfsangeboten für die von Gewalt betroffenen Kinder und Jugendlichen in Frauenhäusern
- Bau eines RTL-Kinderhauses in Bremerhaven
- Bau einer Schule in Tansania
- Unterstützung der Klinikclowns in den onkologischen Stationen der Asklepios Kinderklinik Sankt Augustin und des Universitätsklinikums Mainz
- Finanzierung von fünf Sommercamps
- Unterstützung des Projektes „Bienensommer“
- Ausbau der sieben bestehenden Anlaufstellen für Straßenkinder in Kambodscha
- Bau und Ausstattung einer modernen Augenklinik am Mzuzu Zentralkrankenhaus in Malawi

2024
- Unterstützung des „Europa-Park Kinderhaus Kleine Helden“
- Ausbildung von neue Diabetes-Berater in Nepal
- Finanzierung einer siebentägigen Ferienfreizeit für 10 schwerstbehinderte Kinder und ihre Familien auf dem Irmengard-Hof in Gstadt am Chiemsee
- Bau eines Sport- und Kulturzentrums im Armenviertel Sao José  in Sao Paulo
- Bau einer Kinderaugenklinik am Kitwe Teaching Eye Hospital in Kitwe
- Unterstützung des Projektes „Skaten statt Ritalin“
- Finanzierung von 24 Basketball AGs in sozialen Brennpunkten in Braunschweig und Umgebung
- Förderung von Unterstützerteams für Familien mit Kindern mit seltenen Erkrankungen
- Ausstattung weiterer Krankenhäuser in Deutschland mit dem MINITOM Kids, einem Miniaturnachbau eines MRT-Gerätes
- Förderung des Schulprogramms „Mission Meeresschutz“
- Unterstützung des Johannesburger Lernzentrums „Timbuktu in the Valley Learning Space“